# Mimodoxa
Mimodoxa is een geslacht van vlinders van de familie sikkelmotten (Oecophoridae), uit de onderfamilie Oecophorinae.

## Soorten
- M. dryina Lower, 1901
- M. empyrophanes Turner, 1932
- M. loxospila Turner, 1932
- M. phaulophanes Turner, 1932
- M. tricommatica Turner, 1932